# Popstar (singolo Instasamka)
Popstar è un singolo della rapper russa Instasamka, pubblicato il 16 settembre 2022 come primo estratto dall'ottavo album in studio omonimo.

## Video musicale
Il video musicale è stato reso disponibile il 29 dicembre 2022 attraverso il canale YouTube dell'artista.

## Tracce
Testi e musiche di Oleg Eropkin.
1. Popstar – 2:16

## Formazione
- Instasamka – voce
- RealMoneyKen – produzione

## Classifiche
| Classifica (2022) | Posizione massima |
| ----------------- | ----------------- |
| Lituania          | 65                |